# 에이미 샤크
에이미 샤크(Amy Shark, 1986년 5월 14일 ~ )는 오스트레일리아의 싱어송라이터이다. 싱글 "Adore"를 통해서 이름을 널리 알렸다.

## 음반 목록

### 정규 앨범
- Love Monster (2018)

### EP
- Night Thinker (2017)